# 朱荻
朱荻（1954年5月—），男，辽宁沈阳人，中国制造工程专家，南京航空航天大学教授、原校长。

## 生平
1978年毕业于南京航空航天大学机械工程系，1981年、1985年先后获该校硕士、博士学位。2009年11月任南京航空航天大学校长。2013年6月卸任。

## 荣誉
2011年当选为中国科学院院士。